# Movitel
Movitel là nhà khai thác viễn thông di động có trụ sở tại Maputo, Mozambique. Công ty có 12 công ty con phân phối trong 11 tỉnh, 127 trung tâm huyện và hơn 1500 nhân viên.
Dự án này là sự hợp tác giữa công ty Viettel của Việt Nam và SPI của Mozambique (Quản lý và đầu tư). Hoạt động của công ty bắt đầu sau khi chiến thắng một cuộc đấu thầu công khai vào năm 2010 để hoạt động như một công ty viễn thông di động khác trên thị trường Mozambique. 
Công ty bắt đầu xây dựng cơ sở hạ tầng vào năm 2011, ban đầu với tổng cộng 12.500 km cáp quang và 1800 ăngten hỗ trợ dịch vụ 2G và 3G.

## Sự kiện
2010 - Movitel  tại Mozambique;
2011 - Bắt đầu xây dựng cơ sở hạ tầng trên khắp đất nước;
2012 - Khai trương dịch vụ chính thức của mình; 
2013 - Movitel nhận giải thưởng về Lãnh đạo Chiến lược Cạnh tranh do Công ty Nghiên cứu và Tư vấn Frost & Sullivan;
2014 - Movitel nhận giải thưởng cho nhà khai thác tốt nhất tại những nước mới nổi; Movitel cung cấp cho INGC Lưu trữ ngày 13 tháng 4 năm 2018 tại Wayback Machine - Viện Quản lý Thảm họa Quốc gia 200.000 USD để hỗ trợ huyện Chokwe bị tàn phá bởi lũ lụt.
2015 - Cung cấp các giỏ thức ăn cho dân cư Zambézia bị thiệt hại bởi lũ lụt, ước tính giá trị khoảng 200 000 USD; Công ty cung cấp các phòng thông minh cho Bộ Giáo dục và Phát triển Con người bao gồm một bộ 200 máy tính và 12 máy chiếu.
2016 - Chủ tịch nước Việt Nam Trương Tấn Sang sử dụng hệ thống Hội nghị Video để tổ chức cuộc gặp gỡ với tất cả những người Việt Nam đang sống tại Mozambique.

## Tập đoàn Viettel

Bản đồ các quốc gia có đầu tư của Viettel

| Châu Phi   | Châu Phi | Châu Mỹ    | Châu Mỹ | Châu Á    | Châu Á  |
| ---------- | -------- | ---------- | ------- | --------- | ------- |
| Burundi    | Lumitel  | Haiti      | Natcom  | Campuchia | Metfone |
| Cameroon   | Nexttel  | Perú       | Bitel   | Lào       | Unitel  |
| Mozambique | Movitel  |            |         | Myanmar   | Mytel   |
| Tanzania   | Halotel  | Đông Timor | Telemor |           |         |
|            |          | Việt Nam   | Viettel |           |         |